# Gottfrieding
Gottfrieding er en kommune i Landkreis Dingolfing-Landau i Niederbayern i den tyske delstat Bayern, med omkring 2.150 indbyggere. Den er en del af Verwaltungsgemeinschaft Mamming.

## Geografi
Gottfrieding ligger i Planungsregion Landshut.
Der er 13 landsbyer og bebyggelser i Kommunen:
Daibersdorf, Frichlkofen, Golding, Gottfrieding, Gottfriedingerschwaige, Hacklberg, Kleinpilberskofen, Oberweilnbach, Ottenkofen, Tichling, Unterweilnbach, Hackerskofen og Holzhausen.